# باول مايرز
باول مايرز هو كاتب أغاني كندي، ولد في 1962 في تورونتو في كندا.

## وصلات خارجية
- باول مايرز على موقع IMDb (الإنجليزية)
- باول مايرز على موقع ميوزك برينز (الإنجليزية)
- باول مايرز على موقع ديسكوغز (الإنجليزية)
- باول مايرز على موقع قاعدة بيانات الفيلم (الإنجليزية)